# Neues Bachisches Collegium Musicum
Das Neue Bachische Collegium Musicum (NBCM) ist ein Leipziger Kammerorchester.
1979 gründeten Max Pommer und Walter Heinz Bernstein zusammen mit Musikern des Gewandhausorchesters und im Zusammenwirken mit dem Bach-Archiv das Kammerorchester mit dem Ziel, neueste wissenschaftliche Erkenntnisse zur historischen Aufführungspraxis auf moderne Instrumente zu übertragen.
Der Name Neues Bachisches Collegium Musicum geht zurück auf das 1701 von Georg Philipp Telemann an der Universität Leipzig gegründete studentische Collegium musicum, das Johann Sebastian Bach von 1729 bis 1737 und nach 1739 leitete. Dieser führte mit dem bald Bachisches Collegium genannten Orchester im Zimmermannschen Kaffeehaus seine weltlichen Kantaten und Instrumentalkompositionen auf, zum Beispiel die für das Collegium von ihm komponierte Kaffeekantate (BWV 211). Dieses Kammerorchester entwickelte sich weiter zum 1743 gegründeten Großen Concert, dem Vorgänger der seit 1781 bis heute bestehenden Gewandhauskonzerte.
Der erste musikalische Leiter des NBCM war Max Pommer. Durch viele Schallplattenproduktionen (u. a. 1985 Preis der Deutschen Schallplattenkritik für die Einspielung von Bachs Brandenburgischen Konzerten) machte er das Ensemble schnell international bekannt. An den CD-Produktionen des NBCM nahmen Künstler wie Ludwig Güttler, Christine Schornsheim oder der Thomanerchor Leipzig teil.
1988 übernahm der renommierte Oboist Burkhard Glaetzner die Leitung. Er öffnete das Repertoire in Richtung Frühklassik und Klassik.
2003 bis 2013 war der ehemalige Gewandhaus-Konzertmeister und jetzige Professor für Violine und Fachdidaktik in Köln Albrecht Winter musikalischer Leiter. Er spielte wieder vermehrt die historische Musik von Bach, aber auch die Italiener Vivaldi und Corelli, ebenso Telemann, die Bach-Söhne und die Komponisten aus der frühen Gewandhauszeit. In den Jahren 2009 bis 2011 spielte das NBCM im Gewandhaus – in der Reihe Historische Konzerte – Musik, die 225 Jahre zuvor im ursprünglichen Konzertsaal erklungen ist. Dazu wurden die Konzertprogramme anhand 225 Jahre alter Programmzettel rekonstruiert. Initialzündung für diese Reihe war die Rekonstruktion des allerersten Gewandhauskonzertes von 1781, mit der das NBCM 2006 den Abschluss der Gewandhaus-Festwochen zum 225-jährigen Jubiläums des Gewandhauses gestaltete.
Seit 2013 arbeitet das NBCM ohne festen künstlerischen Leiter, dafür aber mit renommierten Gästen wie beispielsweise Georg Kallweit und Stephan Mai von der Akademie für Alte Musik Berlin und Nadja Zwiener von The English Concert.
In Kooperation mit dem Stadtgeschichtlichen Museum Leipzig veranstaltet das NBCM im Festsaal des Alten Rathauses die Konzertreihe Bachische Abend-Musicken.